# Cupidesthes vidua
Cupidesthes vidua är en fjärilsart som beskrevs av Talbot 1929. Cupidesthes vidua ingår i släktet Cupidesthes och familjen juvelvingar. Inga underarter finns listade i Catalogue of Life.